# Lovescream
Lovescream은 2008년 9월 30일 발매된 에픽 하이의 소품집 음반이며, 디지털 사운드가 주를 이루는 에픽하이의 다른 작품들과는 달리 클래식 악기들과 lo-fi 소리들로 만들어진 아날로그 음악들이 담겨진 음반이다. 타이틀 곡은 〈1분 1초 (feat. 타루)〉이며, 음악활동 외에 예능활동은 거의 하지 않은 작품이다. 울림 엔터테인먼트와의 마지막 음반이며, 이 음반을 끝으로 에픽하이는 독자적인 레이블인 맵더소울을 설립해 독립하기에 이른다.
이 곡들은 대체로 4집과 5집 사이에서 작업이 이루어졌으며, 깨져가던 에픽하이를 붙여놓은 역할을 한 음반이라고 할 수 있다. 당초 5집 전에 발표되려했으나 5집 후에 소품집으로 발간되어 큰 인기를 누렸다.

## 배경
9월 30일, 데뷔 후 첫 소품집인 Lovescream을 발매하였다. 전체적으로 기존 전자방식 작곡을 버리고 아날로그식으로 작업했으며 연주곡 2곡과 곡 5곡, 총 7곡이 수록되었다. 음반을 발매한 당일 쇼케이스 자리에서 타블로는 “5집이 나오고 난 뒤에 해체를 진지하게 생각했다. (중략) 우리는 언더에서 시작해서 힙합을 알리는 것이 목표였는데 그 목표를 어느 정도 이뤘다고 생각했다”며 5집 전후 해체를 고민했음을 밝혔다. 소품집의 타이틀 곡이자 타루가 피쳐링한 〈1분 1초〉 또한 공개 직후 차트에서 상위권을 기록하였다. 5집과 소품집의 연이은 활동 및 성공으로 2008년 MKMF에서 에픽하이는 힙합상을 받았고 이어 Pieces, Part One이 올해의 음반상 후보에 올랐다.
에픽하이는 자신들의 독립 레이블인 맵더소울을 설립하기 위해 소품집 Lovescream을 마지막으로 데뷔부터 소속사였던 울림 엔터테인먼트와 결별하였다. 소품집 Lovescream의 판매량은 5만 4천여 장을 기록하였다.

## 수록곡
| #             | 제목                                    | 작사              | 작곡          | 재생 시간 |
| ------------- | --------------------------------------- | ----------------- | ------------- | --------- |
| 1.            | Butterfly Effect                        | 타블로            | 타블로        | 4:12      |
| 2.            | Fallin' (feat. 조예진 of 루싸이트 토끼) | 타블로, 미쓰라 진 | DJ 투컷       | 3:48      |
| 3.            | Harajuku Days                           |                   | 타블로        | 2:10      |
| 4.            | 습관 (feat. 하동균 of Wanted)           | 타블로, 미쓰라 진 | 미쓰라 진     | 4:56      |
| 5.            | 쉿                                      |                   | 타블로        | 2:32      |
| 6.            | 1분 1초 (feat. 타루)                    | 타블로, 미쓰라 진 | 타블로        | 4:28      |
| 7.            | 1825 (Paper Cranes)                     | 미쓰라 진         | DJ 투컷       | 1:44      |
| 총 재생 시간: | 총 재생 시간:                           | 총 재생 시간:     | 총 재생 시간: | 23:50     |